# Vyönijärvi
Vyönijärvi är en sjö i Övertorneå kommun i Norrbotten och ingår i Torneälvens huvudavrinningsområde. Sjön har en area på 0,129 kvadratkilometer och ligger 132,1 meter över havet.

## Delavrinningsområde
Vyönijärvi ingår i det delavrinningsområde (740631-185374) som SMHI kallar för Mynnar i Torneälvens vattendragsyta. Medelhöjden är 135 meter över havet och ytan är 78,22 kvadratkilometer. Det finns inga avrinningsområden uppströms utan avrinningsområdet är högsta punkten. Juojoki som avvattnar avrinningsområdet har biflödesordning 2, vilket innebär att vattnet flödar genom totalt 2 vattendrag innan det når havet efter 104 kilometer. Avrinningsområdet består mestadels av skog (79 procent). Avrinningsområdet har 0,22 kvadratkilometer vattenytor vilket ger det en sjöprocent på 0,3 procent.